# GSC5423-517
GSC5423-517 — хімічно пекулярна зоря спектрального класу A2, що має видиму зоряну величину в смузі V приблизно  9,7.

## Пекулярний хімічний склад
Зоряна атмосфера GSC5423-517 має підвищений вміст 
Cr
.